# Cyamodontoidea
De Cyamodontoidea (ook wel: 'bepantserde placodonten') zijn een uitgestorven superfamilie binnen de orde der Placodontia. In tegenstelling tot de andere superfamilie binnen de Placodontia, Placodontoidea, waren de vertegenwoordigers van deze superfamilie bepantserd en beduidend beter aangepast aan het leven in het water.
Vertegenwoordigers van Cyamodontoidea hadden een schildpadachtig lichaam en een ver ontwikkeld schild. Het favoriete voedsel bestond uit schelpdieren.
Cyamodontoidea zijn ingedeeld in drie families, Henodontidae, Cyamodontidae en Placochelyidae.

## Taxonomische indeling
- Klasse Reptilia
  - Superorde Sauropterygia
    - Orde Placodontia
      - Superfamilie Cyamodontoidea
        - Geslacht Psephosaurus
        - Geslacht Sinocyamodus
        - Familie Henodontidae
          - Geslacht Henodus

        - Familie Cyamodontidae
          - Geslacht Cyamodus

        - Familie Macroplacidae
          - Geslacht Macroplacus

        - Familie Protenodontosauridae
          - Geslacht Protenodontosaurus

        - Familie Placochelyidae
          - Geslacht Placochelys
          - Geslacht Psephochelys
          - Geslacht Psephoderma
          - Geslacht Psephosauriscus